# Sébastien Commissaire
Sébastien Commissaire est un homme politique français né le 10 septembre 1822 à Dole (Jura) et décédé le 19 février 1900 à Lyon (Rhône).

## Biographie
Tisserand, il s'engage dans l'armée en 1846, il milite dans des sociétés secrètes. Il est sergent en garnison à Strasbourg, lorsqu'il est élu député du Bas-Rhin, en 1849. Il siège au groupe d'extrême gauche de la Montagne. Compromis dans la journée du 13 juin 1849, il est déchu de son mandat et emprisonné. Libéré lors de l'amnistie de 1859, il retourne s'installer à Lyon où il devient conseiller d'arrondissement en 1863. Le 4 septembre 1870, il est nommé conservateur des châteaux de Saint-Cloud et Meudon, puis devient secrétaire général de la préfecture de l'Orne.

## Sources
- « Sébastien Commissaire », dans Adolphe Robert et Gaston Cougny, Dictionnaire des parlementaires français, Edgar Bourloton, 1889-1891 [détail de l’édition]